# 乍都節公園站
乍都節公園站（音素換寫：S̄t̄hānī s̄wnctucạkr，皇家轉寫：Sathani Suan Chatuchak，發音：[sā.tʰǎː.nīː sǔa̯n t͡ɕàʔ.tùʔ.t͡ɕàk]），或稱洽圖洽公園站，是曼谷地鐵藍線的一個地鐵站，位於乍都節公園南部下方。此站是曼谷北部重要的轉乘站，乘客可在此站轉乘曼谷大眾運輸系統素坤逸線的慕七車站以及在曼谷巴士站轉乘城際巴士。車站象徵顏色是塗於柱上的藍色。

## 車站構造
| G  | 地面               | 巴士站、慕七車站、曼谷大眾運輸系統車廠及停車場、曼谷大眾運輸系統大樓 乍都節市場、乍都節公園 |
| B1 | 地下道             | 1-4號出口、MetroMall                                                                        |
| B2 | 大堂               | 售票機                                                                                      |
| B2 | 1號月台            | MRT 往華喃峰（拍鳳裕庭）                                                                    |
| B2 | 島式月台，右側開門 |                                                                                             |
| B2 | 2號月台            | MRT 往島本（甘烹碧）                                                                        |